# 熊谷大橋 (荒川)

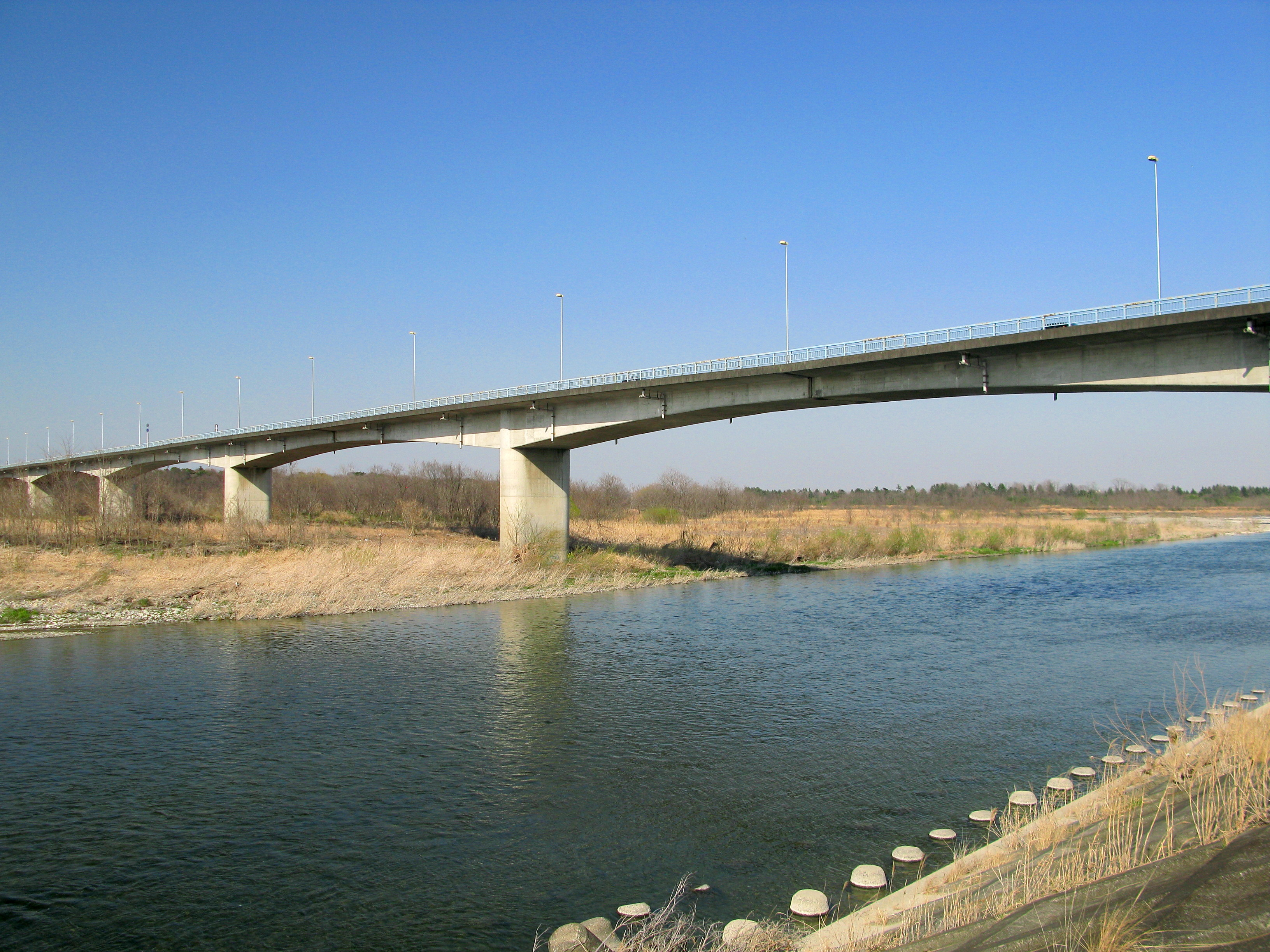
熊谷大橋（2012年3月）

熊谷大橋（くまがやおおはし）とは、埼玉県熊谷市広瀬と同押切地区との間の荒川に架かる埼玉県道385号武蔵丘陵森林公園広瀬線の道路橋である。

## 概要
旧熊谷東松山有料道路（熊谷東松山道路）から、熊谷市街地の混雑を抜けるために作られたと考えられ、この橋から3 kmほど北方向に進むと、国道17号に至る。
荒川河口から79.63 kmの位置に架かり、橋長は1163.85メートル（渡河部910.0メートル、取付高架253.85メートル）、幅員は10.0メートル、最大支間長は73.5メートル。13径間PC連続ラーメン橋である。歩道は幅員2.5メートルあり、照明灯とともに下流側に設けられている。また、埼玉県の第一次緊急輸送道路に指定されている。完成当時はコンクリート橋としては日本一の長さだった。広瀬側には広瀬野鳥の森が広がり、さらにそのまま秩父鉄道秩父本線を越える6径間単純プレートガーダー橋（鋼鈑桁橋）の跨線橋（取付高架）と一体化している。跨線橋は、秩父鉄道の広瀬川原車両基地を沿うように越えている。跨線橋の先は築堤の天端に接続され、さらに北に進むと国道140号に至る。押切側のアプローチ区間は小河川を越えるプレートガーダー橋が1連あり、その先は緩い曲線を描く築堤の天端を道路が通る。コミュニティバスを含めた公共交通機関の走行経路には特に設定されていない。橋の南詰付近に熊谷市ゆうゆうバスほたる号の「樋春南」停留所、北詰付近に熊谷市ゆうゆうバスさくら号の「広瀬西」停留所がある。

## 歴史

### 樋春の渡し

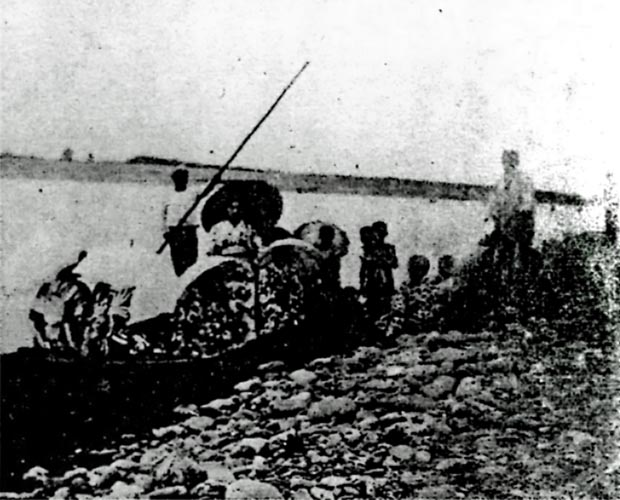
樋春の渡し（1931年頃）

この橋の下流側に「樋春の渡し」と呼ばれる（「おりっとの渡し」とも称する。）、いつから存在したかは定かではないが、1878年（明治9年）頃までには存在した村道に属する船2艘を有する私設の渡船が存在した。すぐ下流の「村岡の渡し」に荒川大橋が1909年（明治42年）に架橋された後もこの渡船の利用は多かったようである。この渡船場は昭和初期に廃止されている。

### 橋の建設
橋は熊谷東松山有料道路の第二期工事である広瀬線建設（事業区間4.8 Km）の一環として架けられ、埼玉県道路公社が事業主体となり、総工費19億2000万円を投じ1973年（昭和48年）11月着工された。上部工は当時の最新工法であった、ディビダーク工法で架橋された。また下部工は空気潜函工法（ニューマチックケーソン工法）を用いて建設された。橋は1976年（昭和51年）1月竣工し、同年3月1日に開通した。開通式は同日10時30分より右岸側橋詰（江南村側）にて挙行され、
周辺自治体の首長や議長、工事関係者や地権者など約80名が出席した。
開通式は熊谷市長や県道路公社副理事長他4名によるテープカットが執り行われ、江南村在住の三代夫婦による渡り初めが行われた。また、橋は同日13時より一般供用を開始した。
2004年（平成16年）11月30日午前0時、熊谷東松山有料道路の無料開放に伴い、埼玉県（熊谷県土整備事務所）に移管され、県管理の橋となった。開通当時は熊谷市と大里郡江南村を結ぶ橋であったが、2007年（平成19年）2月13日の市町村合併（平成の大合併）で両岸とも熊谷市となった。

## 周辺
河川敷は左岸側に多く取られている。河川敷は公園やゴルフ場として利用されている。
堤内地は左岸側は住宅地と農地が混在し、右岸側は主に農地である。
当橋の左岸上流側400メートルの堤防に1954年（昭和29年）に12月に竣工した、荒川に現存する唯一の陸閘である大麻生陸閘がある。
- ひろせ野鳥の森駅
- 荒川サイクリングロード
- 荒川大麻生公園
- 熊谷運動公園（熊谷さくら運動公園）
- 県営大麻生ゴルフ場
- 熊谷ゴルフクラブ
- 熊谷市立大麻生小学校
- 熊谷市立大麻生中学校
- 埼玉県立熊谷商業高等学校
- 広瀬古墳群
  - 宮塚古墳 (熊谷市)
- 平山家住宅 - 国の重要文化財

## 隣の橋
- 荒川

（上流） - 植松橋 - 押切橋 - 熊谷大橋 - 荒川大橋 - 久下橋 - （下流）